# Olga Strázheva
Olga Strázheva (Zaporizhia, Ucrania, 12 de noviembre de 1972) es una gimnasta artística ucraniana que, compitiendo con la Unión Soviética, consiguió ser campeona olímpica en 1988 en el concurso por equipos.

## Carrera deportiva
En los JJ. OO. celebrados en Seúl (Corea del Sur) en 1988 consigue el oro en el concurso por equipos, por delante de Rumania y Alemania del Este, siendo sus compañeras de equipo: Svetlana Baitova, Svetlana Boginskaya, Elena Shevchenko, Elena Shushunova y Natalia Lashenova.
En el Mundial celebrado en Stuttgart (Alemania) en 1989 consigue una medalla de oro por equipos —por delante de Rumania y China—, bronce en la general individual —tras sus compatriotas las soviéitcas Svetlana Boginskaya y Natalia Lashenova—, y también bronce en las barras asimétricas, tras la rumana Daniela Silivaș y la china Fan Di, ambas empatadas en el oro.